# Curling-Weltmeisterschaft der Herren 1979
Die Curling-Weltmeisterschaft der Herren 1979 (offiziell: Air Canada Silver Broom 1979) war die 21. Austragung (inklusive Scotch Cup) der Welttitelkämpfe im Curling der Herren. Sie wurde vom 26. März bis 1. April des Jahres in Bern in der Schweiz im Eisstadion Allmend veranstaltet.
Die Curling-Weltmeisterschaft der Herren wurde in einem Rundenturnier (Round Robin) zwischen den Mannschaften aus Schottland, Kanada, den Vereinigten Staaten, der Bundesrepublik Deutschland, Schweden, Norwegen, Frankreich, der Schweiz, Dänemark und Italien ausgespielt.
Die Spiele wurden auf zehn Ends angesetzt.
Nach dem zweiten Platz im Vorjahr errangen die Norweger im Finale gegen Gastgeber Schweiz ihren ersten Weltmeistertitel.

## Teilnehmende Nationen
| BR Deutschland | Dänemark | Frankreich | Italien | Kanada                                                                                                 |
| --- | --- | --- | --- | --- |
| Münchener EV, München Skip: Keith Wendorf Third: Balint von Bery Second: Sascha Fischer-Weppler Lead: Heino von L’Estocq | Hvidovre CC, Hvidovre Skip: Jørn Blach Third: Freddy Bartelsen Second: Bent Jørgensen Lead: Antonny Hinge         | Mont d’Arbois CC, Megève Skip: Georges Mangier Third: Pierre Saas Second: René Robert Lead: Gérard Wendling     | Tofane CC, Cortina d’Ampezzo Skip: Giuseppe Dal Molin Third: Andrea Pavani Second: Giancarlo Valt Lead: Enea Pavani          | Deer Lodge CC, Winnipeg, MB Skip: Barry Fry Third: Bill Carey Second: Gordon Sparkes Lead: Bryan Wood  |
| Norwegen | Schottland | Schweden | Schweiz | Vereinigte Staaten                                                                                     |
| Bygdøy CC, Oslo Skip: Kristian Sørum Third: Morten Sørum Second: Eigil Ramsfjell Lead: Gunnar Meland                     | Hamilton & Thornyhill CC, Hamilton Skip: Jimmy Waddell Third: Willie Frame Second: Jim Forrest Lead: George Bryan | Sundsvalls CK, Sundsvall Fourth: Anders Grahn Third: Ken Bruneflod Skip: Karl-Erik Bruneflod Lead: Roger Bredin | Dübendorf CC, Dübendorf Skip: Peter Attinger, Jr. Third: Bernhard Attinger Second: Matti Neuenschwander Lead: Ruedi Attinger | Bemidji CC, Bemidji, MN Skip: Scott Baird Third: Dan Haluptzok Second: Mark Haluptzok Lead: Bob Fenson |

## Tabelle der Round Robin
| Schlüssel | Schlüssel                      |
| --------- | ------------------------------ |
|           | Qualifiziert für die Play-offs |
|           | Tie-Breaker                    |

| Platz | Team               | Spiele | Siege | Ndlg. |
| ----- | ------------------ | ------ | ----- | ----- |
| 1.    | Schweiz            | 9      | 7     | 2     |
| 2.    | Norwegen           | 9      | 6     | 3     |
| 2.    | Kanada             | 9      | 6     | 3     |
| 2.    | BR Deutschland     | 9      | 6     | 3     |
| 2.    | Vereinigte Staaten | 9      | 6     | 3     |
| 6.    | Schottland         | 9      | 5     | 4     |
| 7.    | Schweden           | 9      | 3     | 6     |
| 8.    | Italien            | 9      | 3     | 6     |
| 9.    | Frankreich         | 9      | 2     | 7     |
| 10.   | Dänemark           | 9      | 1     | 8     |

## Ergebnisse der Round Robin

### Runde 1
| Vereinigte Staaten | Frankreich |
| 8                  | 3          |

| Schweiz | Italien |
| 7       | 4       |

| Norwegen | Dänemark |
| 4        | 3        |

| Schottland | Kanada |
| 4          | 3      |

| BR Deutschland | Schweden |
| 12             | 3        |

### Runde 2
| BR Deutschland | Schweiz |
| 6              | 5       |

| Schweden | Schottland |
| 7        | 6          |

| Vereinigte Staaten | Italien |
| 11                 | 5       |

| Frankreich | Dänemark |
| 6          | 4        |

| Norwegen | Kanada |
| 6        | 4      |

### Runde 3
| Norwegen | Schweden |
| 8        | 5        |

| Kanada | Frankreich |
| 6      | 4          |

| Schweiz | Schottland |
| 10      | 7          |

| Vereinigte Staaten | BR Deutschland |
| 9                  | 6              |

| Italien | Dänemark |
| 8       | 3        |

### Runde 4
| Schottland | Dänemark |
| 12         | 3        |

| Norwegen | Vereinigte Staaten |
| 6        | 5                  |

| Kanada | BR Deutschland |
| 6      | 3              |

| Schweden | Italien |
| 10       | 2       |

| Frankreich | Schweiz |
| 7          | 4       |

### Runde 5
| Kanada | Italien |
| 6      | 4       |

| Schottland | Frankreich |
| 5          | 3          |

| Schweiz | Dänemark |
| 5       | 2        |

| BR Deutschland | Norwegen |
| 9              | 6        |

| Vereinigte Staaten | Schweden |
| 9                  | 2        |

### Runde 6
| Schweiz | Vereinigte Staaten |
| 4       | 3                  |

| BR Deutschland | Italien |
| 8              | 4       |

| Norwegen | Schottland |
| 6        | 5          |

| Schweden | Frankreich |
| 10       | 4          |

| Kanada | Dänemark |
| 9      | 4        |

### Runde 7
| Kanada | Schweden |
| 6      | 5        |

| Schweiz | Norwegen |
| 5       | 4        |

| Italien | Frankreich |
| 6       | 3          |

| Vereinigte Staaten | Dänemark |
| 8                  | 2        |

| Schottland | BR Deutschland |
| 7          | 5              |

### Runde 8
| BR Deutschland | Dänemark |
| 8              | 5        |

| Kanada | Vereinigte Staaten |
| 6      | 4                  |

| Schweiz | Schweden |
| 7       | 6        |

| Schottland | Italien |
| 7          | 4       |

| Norwegen | Frankreich |
| 6        | 1          |

### Runde 9
| Italien | Norwegen |
| 7       | 6        |

| Dänemark | Schweden |
| 5        | 4        |

| BR Deutschland | Frankreich |
| 7              | 4          |

| Schweiz | Kanada |
| 6       | 5      |

| Vereinigte Staaten | Schottland |
| 5                  | 4          |

## Tie-Breaker
Die punktgleichen Mannschaften aus Norwegen, Kanada, der Bundesrepublik Deutschland und den Vereinigten Staaten spielten die drei offenen Plätze des Halbfinales aus.

### Runde 1
| Kanada | Vereinigte Staaten |
| 8      | 4                  |

| Norwegen | BR Deutschland |
| 6        | 5              |

### Runde 2
| BR Deutschland | Vereinigte Staaten |
| 7              | 4                  |

## Play-off

### Turnierbaum
|  | Halbfinale | Halbfinale     | Halbfinale |  |  | Finale | Finale   | Finale |
|  |            |                |            |  |  |        |          |        |
|  |            |                |            |  |  |        |          |        |
|  | 1          | Schweiz        | 9          |  |  |        |          |        |
|  | 4          | BR Deutschland | 5          |  |  |        |          |        |
|  |            |                |            |  |  | 1      | Schweiz  | 4      |
|  |            |                |            |  |  | 2      | Norwegen | 5      |
|  | 2          | Norwegen       | 6          |  |  |        |          |        |
|  | 3          | Kanada         | 3          |  |  |        |          |        |
|  |            |                |            |  |  |        |          |        |

### Halbfinale
| Norwegen | Kanada |
| 6        | 3      |

| Schweiz | BR Deutschland |
| 9       | 5              |

### Finale
| Norwegen | Schweiz |
| 5        | 4       |

## Endstand
| Platz | Land               |
| ----- | ------------------ |
| 1     | Norwegen           |
| 2     | Schweiz            |
| 3     | Kanada             |
| 4     | BR Deutschland     |
| 5     | Vereinigte Staaten |
| 6     | Schottland         |
| 7     | Schweden           |
| 8     | Italien            |
| 9     | Frankreich         |
| 10    | Dänemark           |